# Renga
De renga (連歌) is een van oorsprong Japans kettinggedicht, gewoonlijk geschreven in samenwerking tussen verschillende dichters.
Tanrenga (短連歌) is de kortste vorm en kan vrij vertaald worden met 'kort kettinggedicht': een kort gedicht waarvan de delen verbonden zijn door associaties in het denken. De tanrenga lijkt veel op de tanka, maar wordt door twee dichters geschreven. Deze korte vorm is uitermate geschikt om te oefenen. Een eerste dichter(es) schrijft de eerste strofe, de hokku, bestaande uit 5-7-5 lettergrepen. Een tweede dichter sluit aan, in dezelfde geest of emotie, met twee zinnen van 7 lettergrepen, in een poëtische dialoog.
Nijuinrenga is de langere renga-vorm van 20 verzen.
Kasenrenga (歌仙) bevat 36 verzen; er wordt gewerkt met concrete beelden. Elk vers moet in verbinding staan met het voorafgaande vers, echter zonder in herhaling te vallen.
Door het versritme te herhalen kan een gedicht van twee tot honderd verzen ontstaan. De interactie tussen verschillende auteurs kan voor een variatie in beelden zorgen; die maken de renga levendig en verrassend.